# Lista de pinturas de Jean-Baptiste-Siméon Chardin

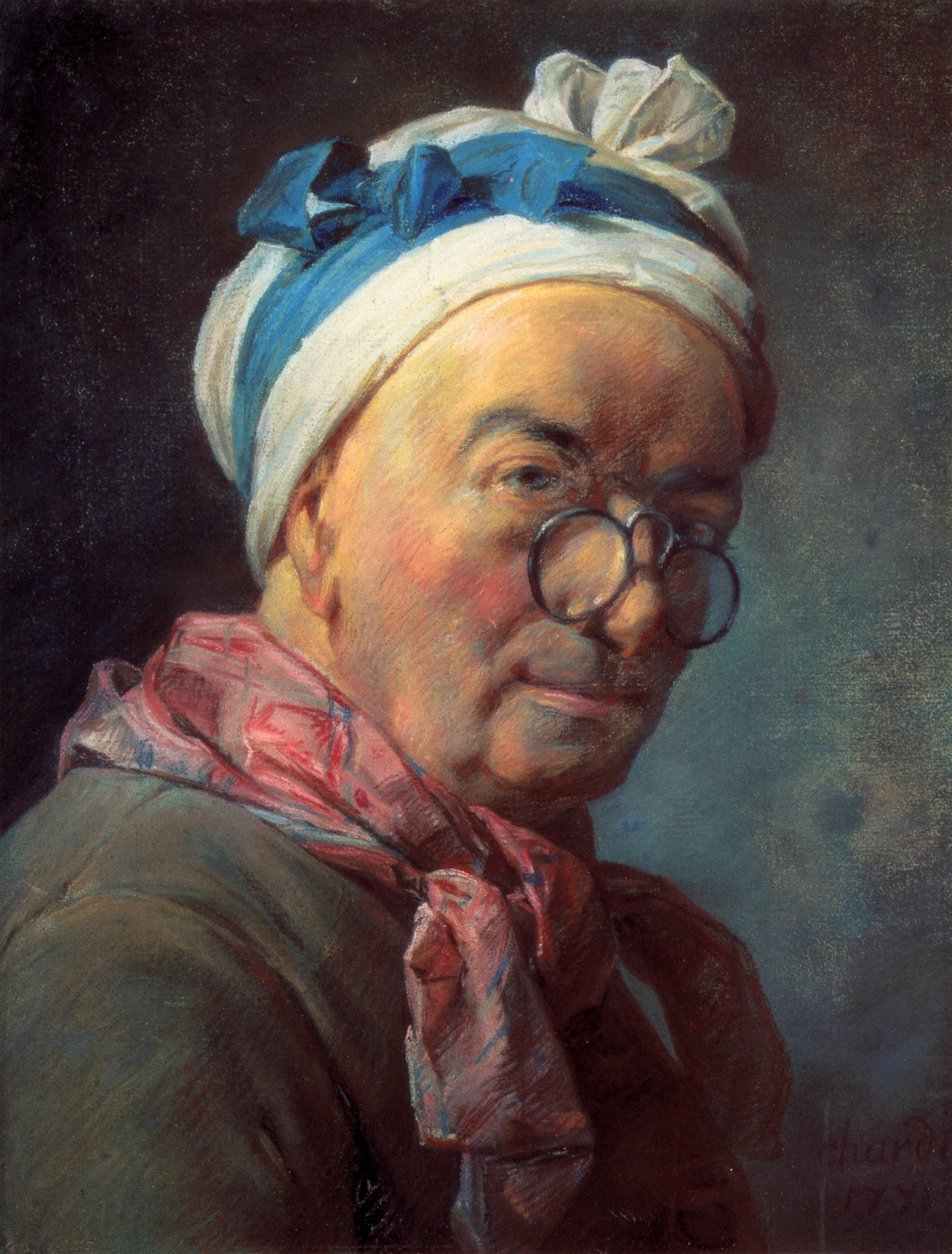
Auto-retrato de Jean-Baptiste-Siméon Chardin datado de 1771, Museu do Louvre.

Esta é uma lista de pinturas de Jean-Baptiste-Siméon Chardin (1699-1779).
Chardin foi um pintor barroco da França. Ele é mais conhecido por suas pinturas de gênero, natureza-morta e obras em pastel, notáveis pelo realismo e atmosfera tranqüila e a luminosidade de suas pinturas.
Foi discípulo dos artistas Pierre-Jacques Cazes e Noël-Nicolas Coypel. Foi admitido na Académie de Saint-Luc e na Académie royale de peinture et de sculpture ambas em Paris, cidade onde o artista nasceu e trabalhoi.
Suas principais obras estão no Museu do Louvre, e nos principais museus do mundo como a Galeria Nacional de Arte em Washington, Metropolitan Museum of Art em Nova Iorque, National Gallery em Londres, Museu Nacional de Belas-Artes da Suécia em Estocolmo e no Museu de Arte de São Paulo.[carece de fontes?]

## Pastel
| Imagem | Título                     | Data | Coleção                                           | Localização         | Gênero       | Descrito em |
| ------ | -------------------------- | ---- | ------------------------------------------------- | ------------------- | ------------ | ----------- |
|        | Autoportrait aux bésicles  | 1771 | Departamento de Artes Gráficas do Museu do Louvre | Réserve des pastels | autorretrato |             |
|        | Kopf eines alten Mannes    | 1771 | Horvitz Collection                                |                     |              |             |
|        | Portrait de Madame Chardin | 1775 | Departamento de Artes Gráficas do Museu do Louvre | Réserve des pastels | retrato      |             |

## conjunto de pinturas
| Imagem | Título                                                                | Data | Coleção | Localização | Gênero         | Descrito em |
| ------ | --------------------------------------------------------------------- | ---- | ------- | ----------- | -------------- | ----------- |
|        | The Attributes of the Arts and the Rewards Which Are Accorded to Them | 1766 |         |             | natureza-morta |             |

## desenho
| Imagem | Título                                        | Data         | Coleção                                           | Localização                             | Gênero         | Descrito em |
| ------ | --------------------------------------------- | ------------ | ------------------------------------------------- | --------------------------------------- | -------------- | ----------- |
|        | Nature morte à la coupe de fruits             | século XVIII | Museu de Belas Artes de Rennes                    | Museu de Belas Artes de Rennes          | natureza-morta |             |
|        | A Boar's Head                                 | 1725         | Museu Nacional de Belas-Artes da Suécia           | Museu Nacional de Belas-Artes da Suécia |                |             |
|        | Autoportrait à l'abat-jour et aux lunettes    | 1775         | Departamento de Artes Gráficas do Museu do Louvre | Réserve des pastels                     | autorretrato   |             |
|        | Servant Pouring a Drink for a Billiard Player |              | Museu Nacional de Belas-Artes da Suécia           | Museu Nacional de Belas-Artes da Suécia |                |             |
|        | La Vinaigrette (The Sedan Chair)              |              | Museu Nacional de Belas-Artes da Suécia           | Museu Nacional de Belas-Artes da Suécia |                |             |
|        | Male nude                                     |              | Museu Nacional de Belas-Artes da Suécia           | Museu Nacional de Belas-Artes da Suécia |                |             |

## estampa
| Imagem | Título                                     | Data | Coleção                        | Localização                    | Gênero            | Descrito em |
| ------ | ------------------------------------------ | ---- | ------------------------------ | ------------------------------ | ----------------- | ----------- |
|        | La Gouvernante                             | 1739 | Museu de Belas Artes de Rennes | Museu de Belas Artes de Rennes | pintura de género |             |
|        | La Mère laborieuse                         | 1740 | Museu de Belas Artes de Rennes | Museu de Belas Artes de Rennes | pintura de género |             |
|        | La Maîtresse d'école                       | 1740 | Museu de Belas Artes de Rennes | Museu de Belas Artes de Rennes | pintura de género |             |
|        | Le Négligé, dit aussi la Toilette du matin | 1741 | Museu de Belas Artes de Rennes | Museu de Belas Artes de Rennes | pintura de género |             |

## pintura
| Imagem | Título | Data                        | Coleção                                                                                        | Localização                                                | Gênero                     | Descrito em |
| ------ | --- | --------------------------- | ---------------------------------------------------------------------------------------------- | ---------------------------------------------------------- | -------------------------- | ----------- |
|        | Kanin och kopparkittel | século XVII                 | Museu Nacional de Belas-Artes da Suécia                                                        | Museu Nacional de Belas-Artes da Suécia                    |                            |             |
|        | Blind Beggar | século XVII                 | Museus de Arte de Harvard Fogg Museum                                                          | Museus de Arte de Harvard                                  |                            |             |
|        | Nature morte aux harengs | século XVIII                | Museu de Belas Artes de Rennes                                                                 | Museu de Belas Artes de Rennes                             | natureza-morta             |             |
|        | La Partie de billard | 1720                        | Museu Carnavalet                                                                               | Museu Carnavalet                                           | pintura de género          |             |
|        | Nature morte avec les Attributs des arts | década de 1720              | Museu Pushkin                                                                                  | Museu Pushkin                                              | natureza-morta             |             |
|        | Fruit, Jug, and a Glass | 1726                        | Galeria Nacional de Arte                                                                       | Galeria Nacional de Arte                                   | natureza-morta             |             |
|        | Attributes of the Painter | década de 1720              | Princeton University Art Museum                                                                | Princeton University Art Museum                            |                            |             |
|        | Attributes of the Architect | década de 1720              | Princeton University Art Museum                                                                | Princeton University Art Museum                            |                            |             |
|        | Still life with an earthenware jar | década de 1720              | Museum Boymans-van Beuningen                                                                   | Museum Boymans-van Beuningen                               | natureza-morta             |             |
|        | Lapin mort et attirail de chasse | 1727                        | Departamento de Pinturas do Louvre                                                             | salle 920                                                  | natureza-morta             |             |
|        | Nature morte au lapin et à la perdrix | década de 1720              | Departamento de Pinturas do Louvre Musée de la Chasse et de la Nature                          | Musée de la Chasse et de la Nature                         | natureza-morta             |             |
|        | Still Life With Cat and Fish | 1728                        | Museu Thyssen-Bornemisza                                                                       | Museu Thyssen-Bornemisza                                   | natureza-morta             |             |
|        | Still Life With Cat and Rayfish | 1728                        | Museu Thyssen-Bornemisza                                                                       | Museu Thyssen-Bornemisza                                   | natureza-morta             |             |
|        | A Bowl of Plums | 1728                        | Phillips Collection                                                                            | Phillips Collection                                        | natureza-morta             |             |
|        | Still Life with Fruit and a Glass Vase | 1728                        | Staatliche Kunsthalle                                                                          | Staatliche Kunsthalle                                      | natureza-morta             |             |
|        | Still Life with Tin Pitcher and Peaches | 1728                        | Staatliche Kunsthalle                                                                          | Staatliche Kunsthalle                                      | natureza-morta             |             |
|        | Still life with dead rabbits | 1728                        | Staatliche Kunsthalle                                                                          | Staatliche Kunsthalle                                      | natureza-morta             |             |
|        | Still Life with Dead Pheasant | 1728                        | Staatliche Kunsthalle                                                                          | Staatliche Kunsthalle                                      | natureza-morta             |             |
|        | Still Life with Fowl | 1728                        | Norton Simon Museum Hermann Göring Collection Munich Central Collecting Point                  | Norton Simon Museum                                        | natureza-morta             |             |
|        | O Buffet | 1728                        | Departamento de Pinturas do Louvre Academia Real de Pintura e Escultura                        | salle 919                                                  | natureza-morta             |             |
|        | Lièvre mort avec poire à poudre et gibecière | década de 1720              | Departamento de Pinturas do Louvre                                                             | Louvre storage (depot)                                     | natureza-morta             |             |
|        | La Table de cuisine | 1728                        | Departamento de Pinturas do Louvre                                                             | Louvre storage (depot)                                     | natureza-morta             |             |
|        | Still Life with Cat and Fish | 1728                        | Museu de Arte Nelson-Atkins                                                                    | Museu de Arte Nelson-Atkins                                | natureza-morta             |             |
|        | The Silver Goblet | 1728                        | Museu de Arte de Saint Louis                                                                   | Museu de Arte de Saint Louis                               | natureza-morta             |             |
|        | The Ray | 1728                        | Burrell Collection                                                                             | Burrell Collection                                         |                            |             |
|        | Still Life with Cooking Utensils | século XVIII                | Norton Simon Museum                                                                            | Norton Simon Museum                                        | natureza-morta             |             |
|        | Still Life | 1729                        | Burrell Collection                                                                             | Burrell Collection                                         | natureza-morta             |             |
|        | Kitchen Utensils and Three Herrings or Whitings | 1729                        | Clark Art Institute                                                                            | Clark Art Institute                                        |                            |             |
|        | Cooking Pots and Ladle with a White Cloth | 1729                        | Clark Art Institute                                                                            | Clark Art Institute                                        |                            |             |
|        | Still Life with Plums | 1730                        | The Frick Collection                                                                           | The Frick Collection                                       | natureza-morta             |             |
|        | The Silver Tureen | 1730                        | Metropolitan Museum of Art                                                                     | Metropolitan Museum of Art                                 | natureza-morta             |             |
|        | Still Life with Pestle and Mortar, Pitcher and copper Cauldron                                                                                          | século XVIII                | Museu Thyssen-Bornemisza                                                                       | Museu Thyssen-Bornemisza                                   | natureza-morta             |             |
|        | The Silver Goblet | 1730                        | Palácio das Belas-Artes de Lille                                                               | Palácio das Belas-Artes de Lille                           | natureza-morta             |             |
|        | Retrato de um menino | década de 1730              | Museu Nacional de Breslávia                                                                    | Museu Nacional de Breslávia                                | retrato                    |             |
|        | The Laundress | década de 1730 século XVIII | Coleção Crozat Museu Hermitage                                                                 | Museu Hermitage                                            | pintura de género          |             |
|        | Tranche de saumon | década de 1730              | Museu de Orsay                                                                                 | Museu Granet                                               | natureza-morta             |             |
|        | Still Life with a Hare | década de 1730              | Museu de Arte de Filadélfia                                                                    | Museu de Arte de Filadélfia                                | natureza-morta             |             |
|        | Still Life with a Leg of Lamb | 1730                        | Museu de Belas-Artes de Houston Sarah Campbell Blaffer Foundation                              | Audrey Jones Beck Building                                 | natureza-morta             |             |
|        | Canard colvert à la bigarade | 1730                        | Musée de la Chasse et de la Nature                                                             | Musée de la Chasse et de la Nature                         |                            |             |
|        | Stilleben mit Fleischstücken | 1730                        | Museu de Belas Artes de Bordéus                                                                | Museu de Belas Artes de Bordéus                            | natureza-morta             |             |
|        | Dog and Game | 1730                        | Norton Simon Museum                                                                            | Norton Simon Museum                                        |                            |             |
|        | The White Tablecloth | década de 1730              | Art Institute of Chicago                                                                       | Art Institute of Chicago                                   | natureza-morta             |             |
|        | A Lean Diet" with Cooking Utensils" | 1731                        | Departamento de Pinturas do Louvre                                                             | salle 920                                                  | natureza-morta             |             |
|        | Menu de maigre et Ustensiles de cuisine | 1731                        | Departamento de Pinturas do Louvre                                                             | salle 920                                                  | natureza-morta             |             |
|        | Nature morte à la raie et au panier d'oignons | 1731                        | Musée Angladon                                                                                 | Musée Angladon                                             | natureza-morta             |             |
|        | Still Life with Ray and Basket of Onions | 1731                        | North Carolina Museum of Art                                                                   | North Carolina Museum of Art                               | natureza-morta             |             |
|        | A Still Life: Two Rabbits, a Grey Partridge, Game Bag and a Powder Flask                                                                                | 1731                        | Galeria Nacional da Irlanda                                                                    | Galeria Nacional da Irlanda                                | natureza-morta             |             |
|        | The Attributes of Painting | 1731                        | Hammer Museum                                                                                  | Hammer Museum                                              |                            |             |
|        | Vegetables for the Soup | 1732                        | Indianapolis Museum of Art                                                                     | Indianapolis Museum of Art                                 |                            |             |
|        | Still Life with Copper Pot, Cheese and Eggs | década de 1730              | Mauritshuis                                                                                    | Mauritshuis                                                | natureza-morta             |             |
|        | Still Life | 1732                        | Detroit Institute of Arts                                                                      | Detroit Institute of Arts                                  | natureza-morta             |             |
|        | Nature morte avec chaudron, poêlon, fourneau, torchon, chou, deux oeufs, poireau, pain et trois harengs                                                 | 1732                        | Musée de Picardie collection Lavalard Frères de Roye                                           | Musée de Picardie                                          | natureza-morta             |             |
|        | Stilleben | 1732                        | Musée de la Chartreuse de Douai                                                                | Musée de la Chartreuse de Douai                            | natureza-morta             |             |
|        | Stillleben mit Rochen und Korb mit Zwiebeln | 1732                        | Wadsworth Atheneum                                                                             | Wadsworth Atheneum                                         | natureza-morta             |             |
|        | Femme cachetant une lettre | 1732                        | Fundação dos palácios e jardins prussianos de Berlim-Brandenburgo                              | Palácio de Charlottenburg                                  |                            |             |
|        | La Fontaine de cuivre | década de 1730              | Departamento de Pinturas do Louvre                                                             | salle 920                                                  | natureza-morta             |             |
|        | Soap Bubbles | século XVIII década de 1730 | Galeria Nacional de Arte                                                                       | Galeria Nacional de Arte                                   | rococó                     |             |
|        | Washerwoman | década de 1730              | Museu de Arte de Toledo                                                                        | Museu de Arte de Toledo                                    |                            |             |
|        | Woman Drawing Water at the Cistern | década de 1730              | Museu de Arte de Toledo                                                                        | Museu de Arte de Toledo                                    |                            |             |
|        | Tvätterska | 1733                        | Museu Nacional de Belas-Artes da Suécia                                                        | Museu Nacional de Belas-Artes da Suécia                    |                            |             |
|        | Bolhas de sabão | década de 1730              | Metropolitan Museum of Art Munich Central Collecting Point                                     | Metropolitan Museum of Art Munich Central Collecting Point | pintura de género          |             |
|        | La Fontaine (The Water Cistern) | 1733                        | National Gallery                                                                               | National Gallery                                           |                            |             |
|        | Still-life: The Kitchen Table | década de 1730              | Galerias Nacionais da Escócia                                                                  | Galeria Nacional da Escócia                                | natureza-morta             |             |
|        | Still Life of Kitchen Utensils | 1733                        | Museu Ashmolean                                                                                | Museu Ashmolean                                            | natureza-morta             |             |
|        | Nature morte avec deux pieds de céleri, boîte à épices, torchon, terrine, plat, écumoire et morceau de viande                                           | 1733                        | Musée de Picardie collection Lavalard Frères de Roye                                           | Musée de Picardie                                          | natureza-morta             |             |
|        | Still Life with Leeks, a Casserole with a cloth, and a Copper Pot                                                                                       | 1734                        | No/unknown value Gustaf Adolf Sparre                                                           |                                                            | natureza-morta             |             |
|        | Still Life with Dishcloth, a Pot, a Plate, a Skimmer and Meat on a Hook                                                                                 | 1734                        | No/unknown value Gustaf Adolf Sparre                                                           |                                                            | natureza-morta             |             |
|        | The Drawing Lesson | 1734                        | Tokyo Fuji Art Museum Gustaf Adolf Sparre                                                      |                                                            | pintura de género          |             |
|        | Still Life with Kitchen Utensils and Vegetables | 1734                        | Museu Nacional de Belas-Artes da Suécia                                                        | Museu Nacional de Belas-Artes da Suécia                    | natureza-morta             |             |
|        | Un chimiste dans son laboratoire | 1734                        | Departamento de Pinturas do Louvre                                                             | salle 919                                                  | retrato                    |             |
|        | Kitchen Utensils with Leeks, Fish, and Eggs | 1734                        | Museu de Arte de Cleveland                                                                     | Museu de Arte de Cleveland                                 |                            |             |
|        | The Game of Knucklebones | 1734                        | Baltimore Museum of Art                                                                        | Baltimore Museum of Art                                    |                            |             |
|        | The Young Schoolmistress | 1735 década de 1730         | National Gallery                                                                               | National Gallery                                           | pintura de género          |             |
|        | A Lady Taking Tea | 1735                        | Hunterian Museum and Art Gallery                                                               | Glasgow                                                    |                            |             |
|        | Le Singe peintre | 1735                        | Musée des Beaux-Arts de Chartres                                                               | Musée des Beaux-Arts de Chartres                           | pintura de género          |             |
|        | Menina de serviço que perde água de uma cisterna de cobre                                                                                               | 1735                        | Museu Nacional de Belas-Artes da Suécia                                                        | Museu Nacional de Belas-Artes da Suécia                    |                            |             |
|        | Still Life with Herrings | 1735                        | Museu de Arte de Cleveland                                                                     | Museu de Arte de Cleveland                                 | natureza-morta             |             |
|        | Les Tours de Cartes | 1735                        | Galeria Nacional da Irlanda                                                                    | Galeria Nacional da Irlanda                                |                            |             |
|        | The Schoolmistress | 1735                        | Galeria Nacional da Irlanda                                                                    | Galeria Nacional da Irlanda                                |                            |             |
|        | Le Château de cartes | 1735                        | Am Römerholz                                                                                   | Am Römerholz                                               |                            |             |
|        | Nature morte au chaudron de cuivre | 1735                        | Musée Cognacq-Jay                                                                              | Musée Cognacq-Jay                                          | natureza-morta             |             |
|        | Boy Building a House of Cards | 1735                        | Waddesdon Manor                                                                                | Waddesdon Manor                                            |                            |             |
|        | The Cellar Boy | 1738 década de 1730         | Hunterian Museum and Art Gallery                                                               | Glasgow                                                    |                            |             |
|        | Lapin avec une gibeciere | 1736                        | Museu de Arte Yamazaki Mazak                                                                   | Museu de Arte Yamazaki Mazak                               |                            |             |
|        | Girl with Racket and Shuttlecock | 1740 1737                   | Galleria degli Uffizi                                                                          | Galleria degli Uffizi                                      | pintura de género          |             |
|        | The House of Cards | 1737                        | Galeria Nacional de Arte Andrew W. Mellon collection                                           | Galeria Nacional de Arte                                   | retrato                    |             |
|        | The Draughtsman | 1737                        | Gemäldegalerie                                                                                 | Gemäldegalerie                                             | pintura de género retrato  |             |
|        | Pipes and Drinking Pitcher | 1737                        | Departamento de Pinturas do Louvre                                                             | Louvre storage (depot)                                     | natureza-morta             |             |
|        | Le Panier de raisins | século XVIII                | Departamento de Pinturas do Louvre                                                             | salle 920                                                  | natureza-morta             |             |
|        | Le Château de cartes | 1737                        | Departamento de Pinturas do Louvre                                                             | Louvre storage (depot)                                     |                            |             |
|        | Draughtsman | 1737                        | Departamento de Pinturas do Louvre                                                             | salle 920                                                  | pintura de género          |             |
|        | Das Kartenhaus | 1737                        | Galeria Uffizi Galleria degli Uffizi                                                           | Galeria Uffizi                                             |                            |             |
|        | Young Student Drawing | 1738                        | Museu Nacional de Belas-Artes da Suécia                                                        | Museu Nacional de Belas-Artes da Suécia                    |                            |             |
|        | The Scullery Maid | 1738                        | Galeria Nacional de Arte Corcoran Gallery of Art                                               | Galeria Nacional de Arte                                   | pintura de género          |             |
|        | Scullery Maid | 1738                        | Museu de Arte de Filadélfia                                                                    | Museu de Arte de Filadélfia                                |                            |             |
|        | Young Student Drawing | 1738                        | Museu de Arte Kimbell                                                                          | Museu de Arte Kimbell                                      |                            |             |
|        | La Ratisseuse | 1738                        | No/unknown value                                                                               |                                                            | pintura de género          |             |
|        | Retrato de Auguste Gabriel Godefroy | 1738                        | Departamento de Pinturas do Louvre                                                             | salle 920                                                  | rococó retrato             |             |
|        | The Kitchen Maid | 1738                        | Galeria Nacional de Arte Coleção Samuel H. Kress                                               | Galeria Nacional de Arte                                   | pintura de género          |             |
|        | The Youth with a Violin | 1738                        | Departamento de Pinturas do Louvre                                                             | salle 920                                                  | retrato                    |             |
|        | La Gouvernante | 1738                        | National Trust Galeria Nacional do Canadá                                                      | Tatton Park                                                | pintura de género          |             |
|        | The Return from the Market | 1738                        | Galeria Nacional do Canadá                                                                     | Galeria Nacional do Canadá                                 |                            |             |
|        | The Scullery Maid | 1738                        | Hunterian Museum and Art Gallery                                                               | Glasgow                                                    | pintura de género          |             |
|        | Soap Bubbles | século XVIII                | Los Angeles County Museum of Art                                                               | Los Angeles County Museum of Art                           | pintura de género          |             |
|        | La Pourvoyeuse | 1739                        | Departamento de Pinturas do Louvre                                                             | salle 921                                                  | pintura de género          |             |
|        | The Governess | 1739                        | Galeria Nacional do Canadá                                                                     | Galeria Nacional do Canadá                                 |                            |             |
|        | Still Life with a Rib of Beef | 1739                        | Allen Memorial Art Museum                                                                      | Allen Memorial Art Museum                                  | natureza-morta             |             |
|        | The Morning Toilet | década de 1740              | Museu Nacional de Belas-Artes da Suécia                                                        | Museu Nacional de Belas-Artes da Suécia                    |                            |             |
|        | The Little Schoolmistress | século XVIII                | Galeria Nacional de Arte Andrew W. Mellon collection                                           | Galeria Nacional de Arte                                   | pintura de género          |             |
|        | The House of Cards | década de 1740              | National Gallery                                                                               | Chardin, Fragonard, Vernet - Raum 35                       | retrato                    |             |
|        | The Monkey Antiquarian | século XVIII                | San Diego Museum of Art                                                                        | San Diego Museum of Art                                    |                            |             |
|        | The Antique Monkey | 1740                        | Musée des Beaux-Arts de Chartres                                                               | Musée des Beaux-Arts de Chartres                           | pintura de género          |             |
|        | Le Singe peintre | 1740                        | Departamento de Pinturas do Louvre                                                             | salle 920                                                  | pintura de género          |             |
|        | Le Bénédicité | 1740                        | Departamento de Pinturas do Louvre                                                             | salle 921                                                  | pintura de género          |             |
|        | The antiquarian monkey | 1740                        | Departamento de Pinturas do Louvre                                                             | salle 920                                                  | caricatura                 |             |
|        | The Hard-working Mother | 1740                        | Departamento de Pinturas do Louvre                                                             | salle 921                                                  | pintura de género          |             |
|        | Küchentisch mit Utensilien und Hammelkarree | 1740                        | Museu Picasso                                                                                  | Museu Picasso                                              |                            |             |
|        | Retrato de Auguste Gabriel Godefroy | 1741                        | Museu de Arte de São Paulo                                                                     | Museu de Arte de São Paulo                                 | pintura de género          |             |
|        | Still Life with a Rib of Beef | 1743                        | Dumbarton Oaks                                                                                 | Dumbarton Oaks                                             | natureza-morta             |             |
|        | Still Life with a Ray | 1743                        | Dumbarton Oaks                                                                                 | Dumbarton Oaks                                             | natureza-morta             |             |
|        | Saying Grace | 1744 década de 1740         | Departamento de Pinturas do Louvre                                                             | salle 921                                                  | Poetic realism             |             |
|        | Saying Grace | 1744                        | Coleção Crozat Museu Hermitage                                                                 | Museu Hermitage                                            | pintura de género          |             |
|        | Vardagslivets förströelser | 1746                        | Museu Nacional de Belas-Artes da Suécia                                                        | Museu Nacional de Belas-Artes da Suécia                    |                            |             |
|        | The Attentive Nurse | 1747                        | Coleção Samuel H. Kress                                                                        | Galeria Nacional de Arte                                   | pintura de género          |             |
|        | Still Life with Partridge and Pear | 1748                        | Museu Städel                                                                                   | Museu Städel                                               | natureza-morta             |             |
|        | Still Life with Game | 1750                        | Galeria Nacional de Arte Coleção Samuel H. Kress                                               | Galeria Nacional de Arte                                   | natureza-morta             |             |
|        | Still Life with Cherries and Turnips | século XVIII                | Museu de Arte de Filadélfia                                                                    | Museu de Arte de Filadélfia                                | natureza-morta             |             |
|        | Still Life with Eggs, Cheese, and a Pitcher | século XVIII                | Museu de Arte de Filadélfia                                                                    | Museu de Arte de Filadélfia                                | natureza-morta             |             |
|        | Marmite de cuivre, écumoire, cruche et tranche de saumon                                                                                                | século XVIII                | Departamento de Pinturas do Louvre Musées Nationaux Récupération                               | salle 928                                                  |                            |             |
|        | La théière blanche | século XVIII                | Museu Nacional de Belas Artes de Argel                                                         | Museu Nacional de Belas Artes de Argel                     |                            |             |
|        | Still Life | século XVIII                | Burrell Collection                                                                             | Burrell Collection                                         | natureza-morta             |             |
|        | Still Life | século XVIII                | Burrell Collection                                                                             | Burrell Collection                                         | natureza-morta             |             |
|        | Still-Life with Two Rabbits | década de 1750              | Musée de Picardie collection Lavalard Frères de Roye                                           | Musée de Picardie                                          | natureza-morta             |             |
|        | Still Life of a Turkey | 1750                        | No/unknown value                                                                               |                                                            | natureza-morta             |             |
|        | Die Teetrinkerin | século XVIII                | Museu e Galeria de Arte de Kelvingrove                                                         | Museu e Galeria de Arte de Kelvingrove                     |                            |             |
|        | Dame damit beschäftigt, einen Brief zu versiegeln | século XVIII                | Musées Nationaux Récupération Departamento de Pinturas do Louvre                               | salle 920                                                  |                            |             |
|        | Früchte, Flasche, Krug und Marzipan | século XVIII                | Museu de Belas Artes de Angers                                                                 | Museu de Belas Artes de Angers                             | natureza-morta             |             |
|        | A copper saucepan, a pestle and mortar, pitcher, scallion, eggs and an onion on a shelf                                                                 | século XVIII                |                                                                                                |                                                            | natureza-morta             |             |
|        | The surgeon André Levret (1703-1780) | século XVIII                |                                                                                                |                                                            |                            |             |
|        | A Vase of Flowers | 1750                        | Galerias Nacionais da Escócia                                                                  | Galerias Nacionais da Escócia                              | pintura de flores          |             |
|        | Ustensiles de cuisine, chaudron, poêlon et oeufs | século XVIII                | Departamento de Pinturas do Louvre                                                             | salle 920                                                  | natureza-morta             |             |
|        | Still life with a copper kettle, bottle, bowl with eggs and two leek plants                                                                             | 1750                        | Gemäldegalerie                                                                                 | Gemäldegalerie                                             | natureza-morta             |             |
|        | The Serinette | 1751                        | Departamento de Pinturas do Louvre                                                             | Philharmonie de Paris                                      | pintura de género          |             |
|        | Lapin, grives mortes | 1751                        | Musée de la Chasse et de la Nature                                                             | Musée de la Chasse et de la Nature                         |                            |             |
|        | Meisje in keuken | século XVIII                | Rijksdienst voor het Cultureel Erfgoed kunstcollectie                                          | depot RCE                                                  | pintura de género          |             |
|        | Lady with a Bird-Organ | 1753                        | The Frick Collection                                                                           | The Frick Collection                                       |                            |             |
|        | The Good Education | 1753                        | Museu de Belas-Artes de Houston Gustaf Adolf Sparre                                            | Museu de Belas-Artes de Houston                            |                            |             |
|        | The Kitchen Table | 1755                        | Museu de Belas Artes de Boston Sammlung Ange Laurent de Lalive de Jully (marquis de Rémoville) | Museu de Belas Artes de Boston                             |                            |             |
|        | La table d'office | 1756                        | Museu das Belas-Artes de Carcassonne                                                           | Museu das Belas-Artes de Carcassonne                       | natureza-morta             |             |
|        | Nature morte aux fruits | 1758                        | Departamento de Pinturas do Louvre Museu de Belas Artes de Estrasburgo                         | Museu de Belas Artes de Estrasburgo                        | natureza-morta             |             |
|        | Jar of Apricots | 1758                        | Galeria de Arte de Ontário                                                                     | Galeria de Arte de Ontário                                 | natureza-morta             |             |
|        | Still Life with Peaches, a Silver Goblet, Grapes, and Walnuts                                                                                           | século XVIII                | Museu J. Paul Getty                                                                            | Getty Center                                               | natureza-morta             |             |
|        | Nature morte au plateau de pêches | 1759                        | Am Römerholz                                                                                   | Am Römerholz                                               | natureza-morta             |             |
|        | Panier de prunes, verre d'eau, cerises | 1759                        | Am Römerholz                                                                                   | Am Römerholz                                               |                            |             |
|        | Pêches et raisins | 1759 século XVIII           | Museu de Belas Artes de Rennes                                                                 | Museu de Belas Artes de Rennes                             | natureza-morta             |             |
|        | Le panier de prune | 1759 século XVIII           | Museu de Belas Artes de Rennes                                                                 | Museu de Belas Artes de Rennes                             | natureza-morta             |             |
|        | Glass of Water and Coffeepot | 1760                        | Carnegie Museum of Art                                                                         | Carnegie Museum of Art                                     | natureza-morta             |             |
|        | The Sliced Melon | 1760                        | Museu de Arte Kimbell                                                                          | Museu de Arte Kimbell                                      | natureza-morta             |             |
|        | Le bocal d'olives | 1760                        | Departamento de Pinturas do Louvre                                                             | salle 928                                                  | natureza-morta             |             |
|        | Still Life with Dead Hare | 1760                        | Detroit Institute of Arts                                                                      | Detroit Institute of Arts                                  | natureza-morta             |             |
|        | Still Life with a dead Pheasant and a Hunting Bag | 1760                        | Gemäldegalerie                                                                                 | Gemäldegalerie                                             | natureza-morta             |             |
|        | Le Panier de fraises des bois | 1761                        | Departamento de Pinturas do Louvre                                                             | Room 831 Museu do Louvre                                   |                            |             |
|        | Melon, Poires, Pêches et Prunes | 1763                        | Departamento de Pinturas do Louvre                                                             | Louvre storage (depot)                                     | natureza-morta             |             |
|        | Raisins et grenades | 1763                        | Departamento de Pinturas do Louvre                                                             | salle 928                                                  | natureza-morta             |             |
|        | La brioche | 1763                        | Departamento de Pinturas do Louvre                                                             | salle 928                                                  | natureza-morta             |             |
|        | La table d'office, dit aussi Les débris d'un déjeuner                                                                                                   | 1763                        | Departamento de Pinturas do Louvre                                                             | salle 920                                                  | natureza-morta             |             |
|        | Still Life with a White Mug | 1764                        | Galeria Nacional de Arte                                                                       | Galeria Nacional de Arte                                   | natureza-morta             |             |
|        | Pêches et Prunes | 1764                        | Museu de Belas Artes de Angers                                                                 | Museu de Belas Artes de Angers                             | natureza-morta             |             |
|        | Wild Duck with Olive Jar | 1764                        | Michele & Donald D'Amour Museum of Fine Arts                                                   | Michele & Donald D'Amour Museum of Fine Arts               |                            |             |
|        | Corbeille de raisins, pommes et poires et galettes | 1764                        | Museu de Belas Artes de Angers                                                                 | Museu de Belas Artes de Angers                             |                            |             |
|        | Les attributs de la musique, dessus de porte commandé en 1764 pour le château royal de Choisy (Ile-de-France) Pendant du tableau Les attributs des arts | 1765                        | Departamento de Pinturas do Louvre                                                             | salle 919                                                  | natureza-morta             |             |
|        | Os atributos da arte | 1765                        | Departamento de Pinturas do Louvre                                                             | salle 919                                                  | natureza-morta Sobre porta |             |
|        | Basket of Plums | 1765                        | Chrysler Museum of Art                                                                         | Chrysler Museum of Art                                     |                            |             |
|        | Nature morte à la corbeille de raisins, avec trois pommes, une poire et deux massepains                                                                 | 1765                        | Musée de Picardie collection Lavalard Frères de Roye                                           | Musée de Picardie                                          | natureza-morta             |             |
|        | Still Life with Attributes of the Arts | 1766                        | Museu Hermitage                                                                                | Museu Hermitage                                            | natureza-morta             |             |
|        | The Attributes of the Arts and the Rewards Which Are Accorded Them                                                                                      | 1766                        | Instituto de Artes de Minneapolis                                                              | Instituto de Artes de Minneapolis                          | natureza-morta             |             |
|        | Instruments de la Musique Militaire | 1767                        | Departamento de Pinturas do Louvre                                                             | salle 919                                                  | natureza-morta             |             |
|        | Les instruments de la musique civile | 1767                        | Departamento de Pinturas do Louvre                                                             | salle 919                                                  | natureza-morta             |             |
|        | Panier de pêches | 1768                        | Departamento de Pinturas do Louvre                                                             | salle 928                                                  | natureza-morta             |             |
|        | Poires, noix et verre de vin | século XVIII                | Departamento de Pinturas do Louvre                                                             | salle 928                                                  | natureza-morta             |             |
|        | Le gobelet d'argent | década de 1760              | Departamento de Pinturas do Louvre                                                             | salle 928                                                  | natureza-morta             |             |
|        | Still Life with Fish, Vegetables, Gougères, Pots, and Cruets on a Table                                                                                 | 1769                        | Museu J. Paul Getty                                                                            | Getty Center                                               | natureza-morta             |             |
|        | Still life depicting the bas-relief Autumn by Bouchardon                                                                                                | 1770                        | Museu Pushkin                                                                                  | Museu Pushkin                                              | natureza-morta             |             |
|        | Winter, Wiederholung des Reliefs nach Edmé Bouchardon                                                                                                   | 1776                        | No/unknown value                                                                               |                                                            |                            |             |
|        | Portrait of a Young Girl | 1777                        |                                                                                                |                                                            | retrato                    |             |
|        | Still Life with Bottle, Glass and Loaf | século XIX                  | National Gallery                                                                               | National Gallery                                           | natureza-morta             |             |
|        | Woman peeling turnips | 1909                        | Coleções de Pinturas do Estado da Baviera                                                      | Antiga Pinacoteca                                          | pintura de género          |             |
|        | Tapetarbeterska |                             | Museu Nacional de Belas-Artes da Suécia                                                        | Museu Nacional de Belas-Artes da Suécia                    | pintura de género          |             |
|        | The Housekeeper |                             | Museu Nacional de Belas-Artes da Suécia                                                        | Museu Nacional de Belas-Artes da Suécia                    |                            |             |
|        | Still Life With Carafe Silver Goblet And Fruit |                             | Museu de Belas Artes de Boston                                                                 | Museu de Belas Artes de Boston                             | natureza-morta             |             |
|        | Still Life with Teapot, Grapes, Chestnuts, and a Pear                                                                                                   |                             | Museu de Belas Artes de Boston                                                                 | Museu de Belas Artes de Boston                             | natureza-morta             |             |
|        | Still Life with a Kettle |                             | Museu de Arte de Filadélfia                                                                    | Museu de Arte de Filadélfia                                | natureza-morta             |             |
|        | Still Life with Onions |                             | Museu de Arte de Filadélfia                                                                    | Museu de Arte de Filadélfia                                | natureza-morta             |             |
|        | Les Tours de Cartes |                             | No/unknown value                                                                               |                                                            |                            |             |
|        | Still Life with Pitcher, a Bowl, A Glass, and Vegetables                                                                                                |                             | Chazen Museum of Art                                                                           | Chazen Museum of Art                                       | natureza-morta             |             |
|        | Still life with kitchen utensils |                             | Museu Nacional de Varsóvia                                                                     | Museu Nacional de Varsóvia                                 | natureza-morta             |             |
|        | Der Brunnen |                             | No/unknown value                                                                               |                                                            |                            |             |
|        | Kleines Mädchen mit Federballspiel |                             | Hermann Göring Collection Munich Central Collecting Point                                      | Hermann Göring Collection Munich Central Collecting Point  |                            |             |
|        | Nymphe im Wasser, liegend von vorne gesehen, lehnt gegen eine liegende Vase                                                                             |                             | Hermann Göring Collection                                                                      | Hermann Göring Collection                                  |                            |             |
|        | Still - life |                             | Munich Central Collecting Point                                                                | Munich Central Collecting Point                            | natureza-morta             |             |
|        | "La Ratisseuse" |                             | Munich Central Collecting Point                                                                | Munich Central Collecting Point                            |                            |             |
|        | still-life of peaches and pears |                             | Munich Central Collecting Point                                                                | Munich Central Collecting Point                            | natureza-morta             |             |
|        | stillife of vegetables, 3 eggs |                             | Munich Central Collecting Point                                                                | Munich Central Collecting Point                            | natureza-morta             |             |
|        | Fruit still-life |                             | Munich Central Collecting Point                                                                | Munich Central Collecting Point                            | natureza-morta             |             |
|        | Korb mit Pfirsichen |                             | Musée des Beaux-Arts et d'Archéologie de Besançon                                              | Musée des Beaux-Arts et d'Archéologie de Besançon          |                            |             |
|        | aufgehängter Hase |                             | Musée des Beaux-Arts et d'Archéologie de Besançon                                              | Musée des Beaux-Arts et d'Archéologie de Besançon          |                            |             |
|        | Auguste-Gabriel Godefroy (L'enfant au toton) |                             | Museu Ashmolean                                                                                | Museu Ashmolean                                            |                            |             |
|        | Portrait of an Elegant Lady Holding a Fan |                             | International Art Museum of America                                                            | International Art Museum of America                        | retrato                    |             |

## prova acadêmica
| Imagem | Título  | Data      | Coleção                                                                 | Localização | Gênero         | Descrito em |
| ------ | ------- | --------- | ----------------------------------------------------------------------- | ----------- | -------------- | ----------- |
|        | La Raie | 1725 1727 | Departamento de Pinturas do Louvre Academia Real de Pintura e Escultura | salle 919   | natureza-morta |             |

## série de pinturas
| Imagem | Título                                        | Data | Coleção                    | Localização | Gênero            | Descrito em |
| ------ | --------------------------------------------- | ---- | -------------------------- | ----------- | ----------------- | ----------- |
|        | The Attributes of Civilian and Military Music |      |                            |             |                   |             |
|        | Saying Grace                                  |      |                            |             | pintura de género |             |
|        | Soap Bubbles                                  |      | Metropolitan Museum of Art |             | pintura de género |             |

∑ 226 items.